# Chen Wenbo
Chen Wenbo (陈文波) est un artiste-peintre chinois.

## Biographie
Né en 1969, il vit et travaille à Pékin depuis 1999. Témoignant d'une grande maîtrise de la peinture à l'huile comme la plupart de ses contemporains formés dans les académies d'art chinoises, Chen Wenbo a détourné ce médium en s'orientant vers des thèmes plastiques lisses, des couleurs flashy, oscillant entre représentations figuratives et atmosphères surréelles. Ses portraits de visages aux couleurs fluorescentes, surmontées de détails géométriques, transcrivent une perception hallucinogène de la société chinoise, en écho à la communauté d'artistes de Pékin établie dans les années 1980, mais aussi a une figure improbable de l'«homme» chinois, ce en quoi il se rapproche des portraits de Yue Minjun.